# Beffroi di Gand
Il Beffroi di Gand, o in fiammingo Belfort Gent, è la torre civica e uno dei tre campanili medievali allineati del centro storico della città fiamminga di Gand, in Belgio (gli altri due appartengono alla cattedrale di San Bavone e alla chiesa di San Nicola).
Misura 95 metri di altezza e costituisce uno dei più bei beffroi d'Europa; simbolo dell'autonomia e dell'indipendenza della città di Gand.
Inoltre fa parte della lista delle torri campanarie di Belgio e Francia iscritta nei Patrimoni mondiali dell'umanità dell'UNESCO.

## Storia e descrizione

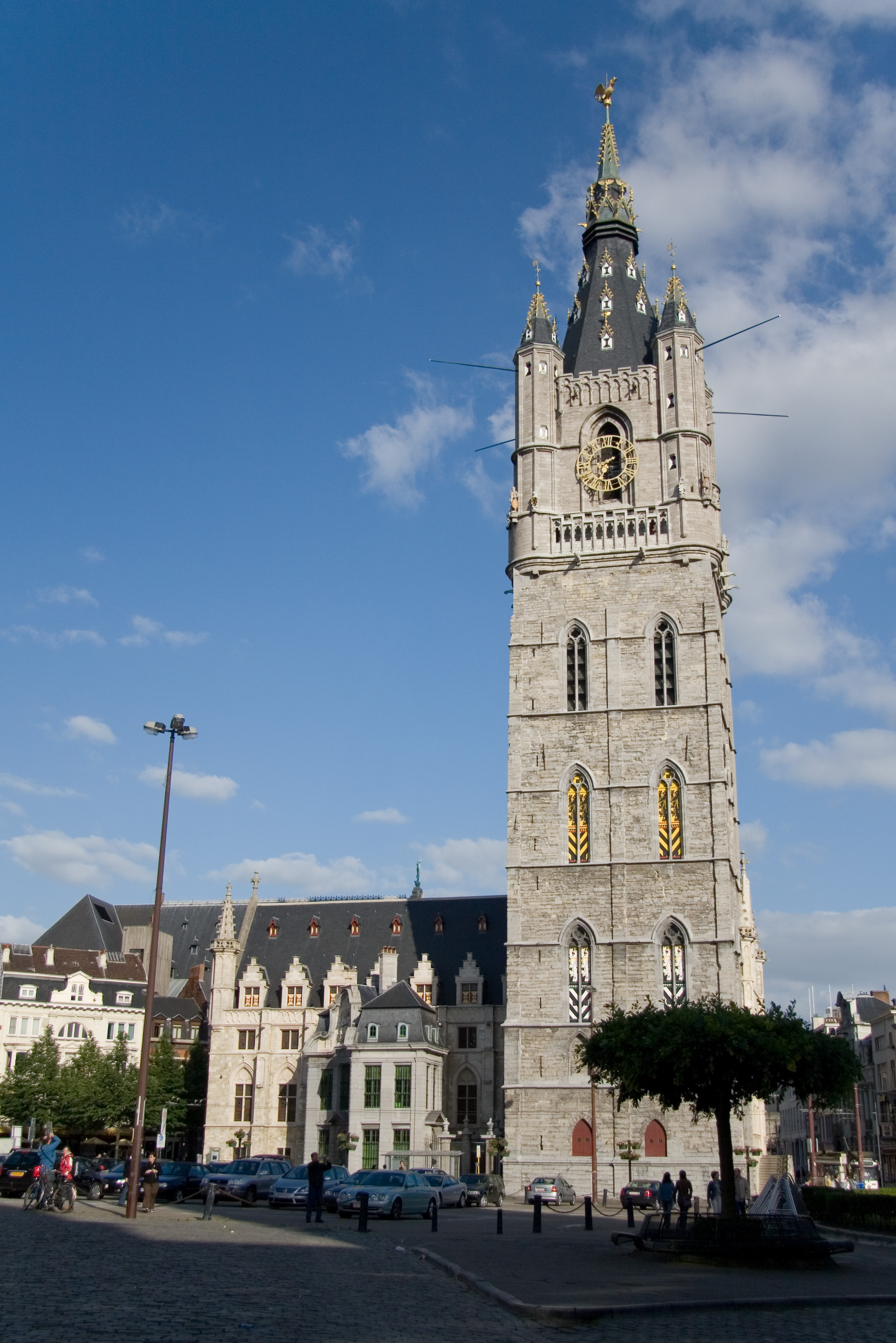

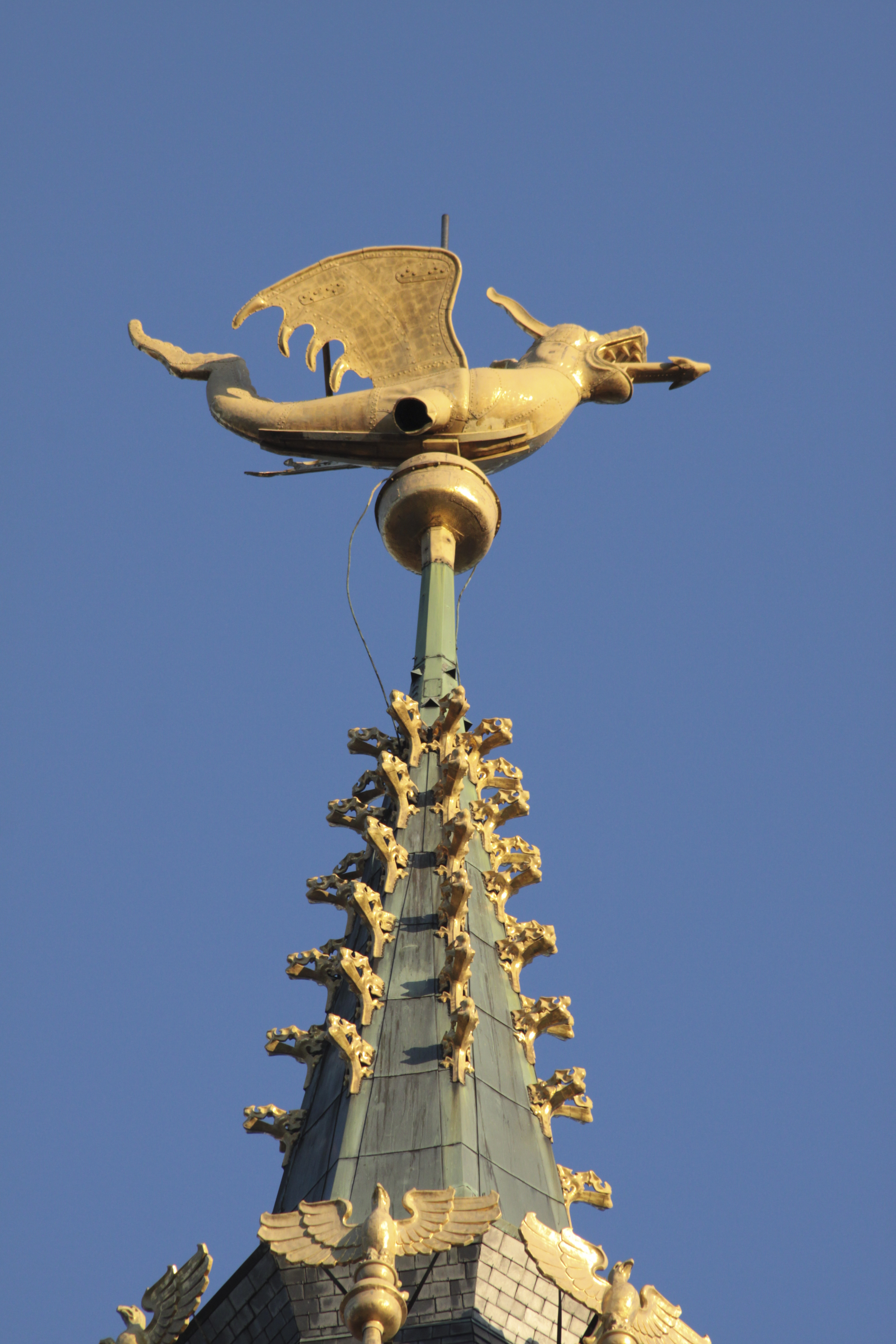
il drago segnavento

Il beffroi venne eretto in stile gotico a partire dal 1313. Nel 1323 quattro piani su sei erano stati già innalzati. Fra il 1377 e il 1380 venne aggiunto un coronamento ligneo temporaneo al quale fu issato il leggendario Draak van Gent, il Drago di Gand, segnavento, come simbolo di custodia del tesoro.
In seguito i coronamenti, sempre lignei, furono più volte cambiati; fino a che nel 1851, vi venne issata una guglia di ghisa in stile neogotico. Tuttavia già mezzo secolo dopo la guglia presentava notevoli segni di degrado, così si approfitto dell'imminente Esposizione universale del 1913 per riedificarla. Il progetto venne presentato da Valentin Vaerwyck e subito approvato e messo in opera.
Nel corso dei secoli assunse funzioni diverse. Dal 1402 vi vennero conservati i Privilegi cittadini e le Carte civiche, chiusi in un forziere, a sua volta custodito nella "Stanza segreta" della torre. Tuttavia nel 1539 vennero trasferiti a Lilla, per tornare in città nel 1578 per mano dei calvinisti durante le lotte contro Filippo II di Spagna. Ma vennero portati nel Municipio. Dal 1633 il beffroi venne utilizzato solo come archivio della Corporazione di San Michele.
Parallelamente la struttura servì anche da torre di guardia della città, soprattutto inerente al temutissimo al fuoco. Dal 1442 le guardie civiche vi risiedettero al suo interno, e insieme a sei trombettisti, formarono il "Corpo di vigilanza della città" che assicurò, attraverso il suono delle campane, una guardia continua su Gand fino al 1869.

## Il carillon di campane
All'inizio le campane furono utilizzate solo in contesti religiosi, ma più le città si svilupparono e più le campane svolsero funzioni più diverse nella vita quotidiana. La Campana dell'Allerta, detta anche Roland (dal nome del nordico paladino Rolando) venne issata sul beffroi nel 1325, e dal 1378 suonò anche le ore. Se suonava all'allerta, il suo suono veniva preceduto dai rintocchi di tre piccole campane dai toni differenti: era l'inizio del carillon. Negli anni il carillon di Gand venne man mano ingrandito; oggi conta ben 54 campane.